# Subah Bengal

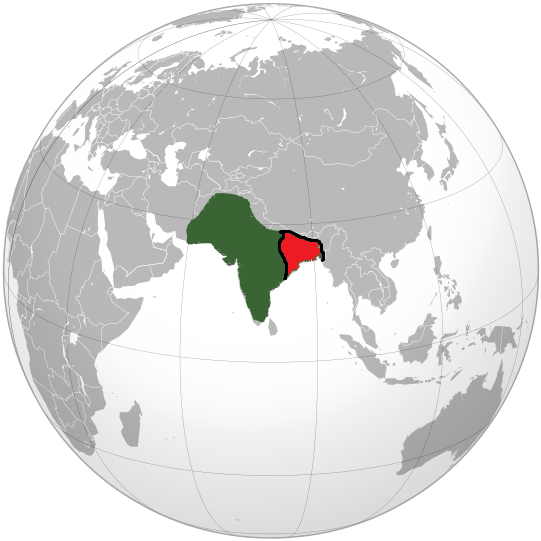
Lãnh thổ của Subah Bengal

Subah Bengal (còn được gọi là Mughal Bengal) là phân khu lớn nhất của Đế chế Mughal bao gồm phần lớn khu vực Bengal, tức là bao gồm Bangladesh hiện đại và bang Tây Bengal của Ấn Độ, lãnh thổ này được cai trị bởi các Nawab của Bengal, tồn tại từ thế kỷ XVI đến thế kỷ XVIII. Subah tiếng Ả Rập và Ba Tư nghĩa là tỉnh.
Subah Bengal được thành lập sau sự giải thể của Hồi quốc Bengal, rồi trở thành một trung tâm thương mại lớn trên thế giới, khi khu vực này trở thành một trong những đế quốc thuốc súng. Bengal là khu vực giàu có nhất ở tiểu lục địa Ấn Độ, và nền kinh tế công nghiệp hóa sơ khai của nó có dấu hiệu thúc đẩy một cuộc cách mạng công nghiệp. Thủ phủ của nó ban đầu ở Rajmahal nhưng sau đó chuyển đi chuyển lại nhiều lần giữa Rajmahal, Dhaka và cuối cùng ở Murshidabad.
Subah Bengal đã được mô tả là "Thiên đường của các quốc gia" hoặc "Thời kỳ hoàng kim của Bengal" do mức sống của cư dân và mức lương thực tế thuộc hàng cao nhất trên thế giới. Chỉ riêng nó đã chiếm 40% hàng nhập khẩu của Hà Lan bên ngoài lục địa Châu Âu. Phần phía đông của Bengal nổi bật trên toàn cầu trong các ngành công nghiệp chế tạo như dệt may và đóng tàu, và nó là nhà xuất khẩu lớn các mặt hàng vải lụa và bông, thép, diêm tiêu, và các sản phẩm nông nghiệp và công nghiệp trên thế giới. Khu vực này cũng là nguồn gốc của Chiến tranh Anh-Mughal.
Đến thế kỷ XVIII, Subah Bengal gần như thành một quốc gia độc lập, dưới sự quản lý của Nawabs của Bengal, và rõ ràng đã trải qua thời kỳ công nghiệp hóa sơ khai, nó đã đóng góp trực tiếp đáng kể vào cuộc Cách mạng Công nghiệp lần thứ nhất (về cơ bản là sản xuất hàng dệt trong cuộc Cách mạng Công nghiệp), nhưng sau đó lại bị phi công nghiệp hóa sau khi bị Công ty Đông Ấn của Anh chinh phục trong trận Plassey năm 1757. Sau đó, Subah Bengal được thành lập với tư cách là Vùng quản lý Bengal trong thuộc địa Ấn Độ của Anh.
Đế chế Mughal chiếm tới 25% GDP của thế giới. Theo nhà sử học kinh tế Indrajit Ray, Bengal là một tỉnh giàu có, nổi bật trên toàn cầu trong các ngành công nghiệp chế tạo dệt may và đóng tàu. Thủ phủ Dhaka của Bengal là thủ đô tài chính của đế chế, với dân số hơn một triệu người và ước tính có khoảng 80 nghìn thợ dệt lành nghề.
Việc cướp bóc ở Bengal đã trực tiếp góp phần vào cuộc Cách mạng Công nghiệp ở Anh, do số vốn tích lũy được từ Bengal được sử dụng để đầu tư vào các ngành công nghiệp của Anh như sản xuất hàng dệt trong cuộc Cách mạng Công nghiệp và làm tăng đáng kể sự giàu có của Anh nhưng đồng thời dẫn đến việc phi công nghiệp hóa ở Bengal.
Dưới sự cai trị của Mughal, Bengal là trung tâm buôn bán sợi và tơ lụa của thế giới. Trong thời kỳ Mughal, Subah Bengal là trung tâm sản xuất bông quan trọng nhất, đặc biệt là xung quanh thủ phủ Dhaka, dẫn đến việc sợi được gọi là "daka" ở các thị trường xa xôi như Trung Á. Trong nước, phần lớn Ấn Độ phụ thuộc vào các sản phẩm của Bengal như gạo, lụa và vải bông. Ở nước ngoài, người châu Âu phụ thuộc vào các sản phẩm của Bengal như vải bông, lụa và thuốc phiện; Ví dụ, Bengal chiếm 40% hàng nhập khẩu của Hà Lan từ châu Á, bao gồm hơn 50% hàng dệt và khoảng 80% lụa. Từ Bengal, những người làm muối cũng được chuyển đến châu Âu, thuốc phiện được bán ở Indonesia, lụa thô được xuất khẩu sang Nhật Bản và Hà Lan, và hàng dệt bông và lụa được xuất khẩu sang châu Âu, Indonesia và Nhật Bản.
Subah Bengal có một ngành công nghiệp đóng tàu lớn. Indrajit Ray ước tính sản lượng đóng tàu của Subah Bengal trong thế kỷ XVI và XVII là 223.250 tấn mỗi năm, so với 23.061 tấn được sản xuất tại mười chín thuộc địa ở Bắc Mỹ từ năm 1769 đến năm 1771. Ông cũng đánh giá việc sửa chữa tàu là rất tiên tiến ở Bengal.
Kỹ nghệ đóng tàu của người Bengal là tiên tiến so với việc đóng tàu của châu Âu vào thời điểm đó. Một sự đổi mới quan trọng trong đóng tàu là sự ra đời của thiết kế boong phẳng trên tàu gạo Bengal, dẫn đến thân tàu chắc chắn hơn và ít bị rò rỉ hơn so với thân tàu yếu về cấu trúc của các tàu châu Âu truyền thống được chế tạo với thiết kế boong bậc. Công ty Đông Ấn của Anh sau đó đã sao chép thiết kế boong và thân tàu bằng phẳng của tàu gạo Bengal vào những năm 1760, dẫn đến những cải tiến đáng kể về khả năng đi biển và khả năng điều hướng cho các tàu châu Âu trong cuộc Cách mạng Công nghiệp.